# Medalha Tyson
A Medalha Tyson é um prêmio concedido ao melhor desempenho em assuntos relacionados à astronomia na Universidade de Cambridge, Inglaterra. É concedido anualmente pelo sucesso nos exames na parte III do Tripos matemáticos quando há um candidato que mereça do prêmio.
Em seu testamento, Henry Tyson fez a seguinte legado:
```

```

"Que a soma de trezentas libras seja paga à Universidade de Cambridge o interesse anual para ser uma medalha de ouro para o melhor proficiente em Matemática e Astronomia da mesma forma que o Dr. Smith e carregue o nome do doador."

## Lista de vencedores
A maior parte desta lista é do arquivo do jornal The Times. Os vencedores do prêmio são publicados em The Cambridge University Reporter.
- 1895 A. Y. G. Campbell
- 1896 E. T. Whittaker
- 1904 Philip Edward Marrack
- 1905 F. J. M. Stratton
- 1911 Albert Henry Stewart Gillson
- 1912 John Jackson
- 1913 Hermann Glauert
- 1914 William Marshall Smart
- 1919 William Michael Herbert Greaves
- 1924 Alan Fletcher
- 1927 Charles Stewart McLeod
- 1928 J. C. P. Miller
- 1930 Vishnu Vasudev Narlikar and Andrew Wood Taylor
- 1931 W. E. Candler
- 1932 J. A. Edgar
- 1933 Raymond Lyttleton
- 1934 F. L. Westwater
- 1935 Robert Martineau
- 1936 G. L. Clark
- 1937 David Stanley Evans
- 1941 C. Plumpton
- 1954 P. J. Message
- 1956 J. H. Biltcliffe
- 1960 Jayant Vishnu Narlikar
- 1964 Michael Victor Penston
- 1966 J. Skilling
- 1967 Susan H. Storer
- 1968 Derek Jeffrey Raine
- 1969 Douglas C. Heggie
- 1970 Christopher Rodney Prior
- 1971 James E. Pringle
- 1972 Stephen Theodore Chesmer Siklos and Christopher Andrew Jones
- 1973 Andrew Richard Garlick and Roman L. Znajek
- 1974 Philip William Murray Brighton
- 1976 Christopher Pope
- 1978 Robert Sinclair MacKay
- 1979 Ian G. Moss
- 1980 Susan Stepney
- 1981 Julian Christopher Luttrell
- 1982 Peter P. Taylor
- 1984 Michael John Thompson
- 1985 Koenraad H. Kuijken
- 1986 Mark G. Mitchard
- 1987 Helen F. Dowker
- 1988 Nigel Peake
- 1989 Robin J. R. Williams
- 1993 Christopher Stephen Reynolds
- 1994 Gordon Ian Ogilvie
- 1999 Steven R. Furlanetto
- 2000 Robert D. Jones
- 2004 Joshua T. Horwood
- 2005 Alexander L.G. Scordellis
- 2007 Simeon Bird
- 2008 Blake D. Sherwin
- 2010 Curt von Keyserlingk
- 2011 Adam Solomon
- 2012 Raghu Mahajan
- 2013 Benjamin Wallisch
- 2014 Michael J. Cole
- 2015 Felicity Eperon
- 2016 Theodor Björkmo
- 2017 Roland Bittleston and Philip Boyle-Smith
- 2018 Niklas J. F. Henke and Atul Sharma
- 2019 Philip De Friend and James Moore